# Ruth Tesmar
Ruth Tesmar (* 8. April 1951 in Potsdam) ist eine deutsche Künstlerin und Hochschullehrerin.

## Werdegang
Tesmar studierte ab 1969 Kunstpädagogik und Geschichte an der Humboldt-Universität zu Berlin. An die Promotion im Jahre 1981 schloss sich das Studium der Malerei und Grafik an der Kunsthochschule Berlin-Weißensee an. 1983 betreute Dieter Goltzsche die Diplomarbeit, in der sich Tesmar künstlerisch und theoretisch mit der Thematik „Buchillustration“ auseinandersetzte. Von da an prägte die Auseinandersetzung mit Literatur und Literaten das künstlerische Werk Tesmars maßgeblich. Entsprechend hat sie an Publikationsprojekten als Autorin und Illustratorin mitgewirkt. Dabei wurde oft der Prozess des Schreibens selbst künstlerisch reflektiert. Als künstlerische Professorin leitete Ruth Tesmar zwischen 1993 und 2015 das „Menzel-Dach“ (Seminar für künstlerisch-ästhetische Praxis) an der Humboldt-Universität zu Berlin.
Ruth Tesmar war bis 1990 Mitglied des Verband Bildender Künstler der DDR.

## „Menzel-Dach“ der Humboldt-Universität zu Berlin
Im Zuge der Umstrukturierung der Humboldt-Universität nach der Wiedervereinigung Deutschlands wurde 1992 das Seminar für künstlerisch-ästhetische Praxis unter dem Titel „Menzel-Dach“ neu begründet. Es „knüpft in aktualisierter Form an die Tradition einer kunstpraktischen Auseinandersetzung an deutschen Universitäten an. Die Lehrveranstaltungen behandeln in sowohl kunstpraktischer als auch kunsthistorischer Weise die Geschichte des Zeichnens, der Druckgrafik und weiterer künstlerischer Ausdrucksformen.“ Tesmar leitete das „Menzel-Dach“ seit seiner Gründung bis zu ihrem Ruhestand 2015.

## Künstlerische Tätigkeit
- 1983 	zeichnerisches Naturstudium und Malerei
- 1983 	Holzschnitte, Radierungen, Lithographien nach Anregungen durch Texte von Celan, Rimbaud, Hölderlin, Arendt, Márquez, Lasker-Schüler, Bachmann, Kleist u. a.
- 1986 	Zusammenarbeit mit verschiedenen Verlagen, Zyklen zu Lasker-Schüler, Celan, Rimbaud
- 1991 	farbige Holzdruckfolgen: Genesis, Cosmologia, Gefährdete Dialoge, Nocturne, Obscurus, Apotropaios
- 1993 	farbige Holzdruckfolgen: Camelot, Bedrohter Mythos (Katalog)
- 1994	farbige Holzdruckfolgen, Holzplastiken und   Assemblagen: Arche, Anna Blume, Nach-mittagstraum eines Fauns, in Zusammenarbeit mit der Galerie Brusberg; Die Besteigung des Chimborazo I – Collagen zu Alexander von Humboldt
- 1995	Orte – farbige Holzdrucke zu Gertrud Kolmar
- 1996 	Eyelands – Bilder und Holzobjekte
- 1997 	Briefe an Leibniz – Collagen, Projekt mit der  Berlin-Brandenburgischen Akademie der Wissenschaften (Katalog)
- 1998  	Medea – Bilder und Assemblagen (Katalog), Effi Briest oder die Sprache der Dinge – Bilder und Collagen (Katalog) im Auftrag der Galerie Brusberg
- 1999 	Die Besteigung des Chimborazo II – farbige  Blattfolge zu Alexander von Humboldt (Katalog), Ausstellung in der Casa Humboldt  in Havanna; descriptio – Bildfolge und skripturale Installation zu Ovid; Begegnungen – Tierbilder und Holzobjekte im Museum    Haus Cajeth, Heidelberg
- 2000 	Die Sprache der Dinge I – farbige Collagen, Symposion – großformatige farbige Holzdrucke für die Galerie Brusberg (Katalog); excerpere – skripturale Installationen zu Helmholtz
- 2001 	Arbeit für die Edition Stuttgart Märchen der Welt – Buchillustrationen, 8 Bände
- 2002	Lapislazuli und Pharaonengold – farbige Holzdrucke zu Else Lasker-Schüler; Arbeit an den Bildfolgen zu Dante Aligheris Göttlicher Komödie: Die Hölle, Der Läuterungsberg, Das Paradies – 3-bändige Prachtausgabe, Berliner Wissenschafts Verlag, 2006
- 2003	Zueignungen – Bilder zur Literatur Tieraden – Illustration der eigenen Gedichte (Kunstbuch)
- 2004 	Illustrationen zu Schande von J. M. Coetzee, Kindlerverlag; Zwiegespräche – Bilder und Collagen zu Karoline von Günderrode und Christa Wolf
- 2005  	ante portas – Holzobjekte, große farbige Holzdrucke in der Abguss-Sammlung Berlin; Die Sprache der Dinge II – farbige Collagen
- 2006	Aus der Arche – Holzdrucke und Objekte; baugebundene Arbeiten auf Glas für die Helmholtz-Gemeinschaft Berlin und für die Humboldt-Universität zu Berlin
- 2007	Zauberlicht – farbige Blattfolge zu Gedichten von Sarah Kirsch, Ausstellung in der Dichterstätte Limlingerode und im Literaturforum im Brechthaus; Berlin, 2008
- 2008 	Correspondences – Bildfolge und Ausstellung  zum 100. Todestag von Paula Modersohn  Becker, Kloster Irsee; Vorletzte Fragen – Bildfolge und Buchgestaltung zum Text von Jochen Hörisch, Omega Verlag, Ausstellung im Schloss  Neuhardenberg
- 2009 	Itinera litterarum – Auf Schreibwegen mit Wilhelm von Humboldt – Assemblagen, Kunstbuch zum 200-jährigen Jubiläum der Humboldt-Universität zu Berlin; Mitarbeit am Galilei-Projekt des Kunsthistorikers Horst Bredekamp
- 2010	Die Besteigung des Chimborazo – Collagen zu Alexander von Humboldt, Ausstellungen in Lateinamerika: Mexiko, Ecuador und  Kolumbien. El ascenso al Chimborazo – spanisches Kunstbuch zu Alexander von Humboldt
- 2012 	Dante: Ein Vermächtnis – Ausstellung im Heiligkreuzerhof in Wien, Bilder, Collagen, Objekte, Skripturale Installationen
- 2013 	KORRESPONDENZEN I Im Gehäuse von Bildern  und Wörtern - Ausstellung im Kunstverein Paderborn
- 2013 	BILDBRIEFE – Ausstellung in der Galerie Profil in Weimar zum West-östlichen Divan von J. W. v. Goethe
- 2013 	SEH-STÜCKE ... das Leben geht weiter ... Widmungsausstellung für Egon Hassbecker mit Blick auf Ondrej Sterberl im Museum Haus Cajeth, Heidelberg
- 2014 	Da fing ich an zu singen – Holzschnitt für Kunstbuch zu den Ehrungen aus Anlass des  85. Geburtstages für Christa Wolf
- 2014 	Alpensong - Erarbeitung der Druckedition für das Musikarchiv im Eisenacher Kulturkreis

Ausstellungen und Ausstellungsbeteiligungen im In- und Ausland. Arbeiten im Besitz von Museen, öffentlichen und privaten Sammlungen. Illustrationen und Buchgestaltungen. 
Kunst im öffentlichen Raum (Helmholtz-Gemeinschaft, Grimm-Zentrum Leibniz-Gemeinschaft u. a.)

## Bühnenbilder und Kostüme
1996 & 1999 Undine – E. T. A. Hoffmann, Orphée et Euridice – Chr. W. Gluck,  Opern-Freiluftaufführungen an der Humboldt-Universität zu Berlin 

## Auszeichnungen
1986 wurde das von Tesmar illustrierte Buch Die Frau ohne Schatten (Kiepenheuer Verlag Leipzig 1988) als „Schönstes Buch“ ausgezeichnet. Im gleichen Jahr wurde ihr der „1. Preis für Grafik“ im Rahmen der Ausstellung „100 ausgewählte Grafiken“ für ihre farbigen Holzdrucke zu Else Lasker-Schüler verliehen. 1993 wurde das von Tesmar und ihrem Ehemann Lutz Tesmar entwickelte und illustrierte Schulbuch Augenreise I (Volk und Wissen Verlag GmbH Berlin) als „Schönstes Buch“ gewürdigt.

## Publikationen
- mit Hartmut Böhme: Die Besteigung des Chimborazo. Annäherungen an Alexander von Humboldt. Berlin 2004.
- mit Jochen Hörisch: Vorletzte Fragen. 2007, ISBN 978-3-933722-16-4.
- mit Hartmut Böhme, Ulrich von Heinz, Ernst Osterkamp: itinera litterarum: Auf Schreibwegen mit Wilhelm von Humboldt. Berlin 2009, ISBN 978-3-8305-1699-6.
- Briefe an Leibniz. Berlin 2013, ISBN 978-3-89479-835-2.